# Конрад фон Лауфен
Конрад фон Лауфен (на немски: Konrad von Laufen; † сл. 18 май 1127) е граф на Лауфен в Лобденгау.

## Произход
Той е единствен син на граф Попо II фон Лауфен († 1122) и съпругата му Матилда фон Хоенберг († сл. 1110), дъщеря на граф Бертхолд I фон Хоенберг († 1110) и Лиутгард фон Брайзгау († 1110).

## Фамилия
Конрад фон Лауфен се жени за Гизелхилд фон Арнщайн, дъщеря на граф Лудвиг I фон Арнщайн-Айнрихгау († 1084). Те имат две деца:
- Попо III/IV († пр. 10 август 1181), граф на Лауфен в Лобденгау, женен пр. 1146 г. за Аделхайд фон Фобург (* ок. 1135), дъщеря на маркграф Диполд III фон Фобург, Наббург, Хам († 1146) и Кунигунда фон Байхлинген († 1140)
- Аделхайд (* ок. 1135), омъжена за граф Бертхолд I фон Катценелнбоген в Крайхгау († 1179), син на граф Хайнрих II фон Катценелнбоген († сл. 1160) и Хилдегард фон Хенеберг († 1143/1144).